# Camponotus papago
Camponotus papago är en myrart som beskrevs av William Steel Creighton 1953. Camponotus papago ingår i släktet hästmyror, och familjen myror. Inga underarter finns listade.

## Bildgalleri

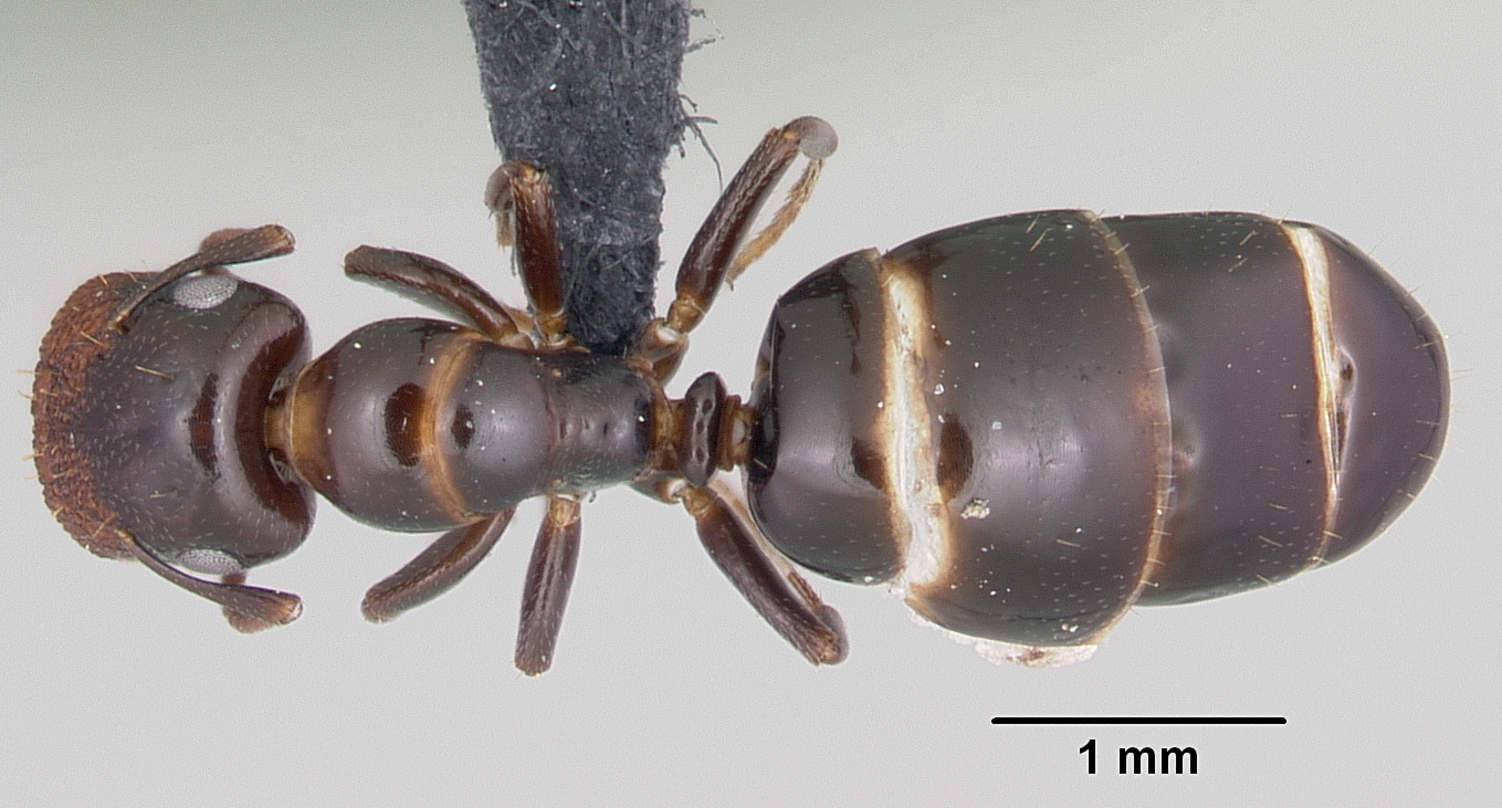
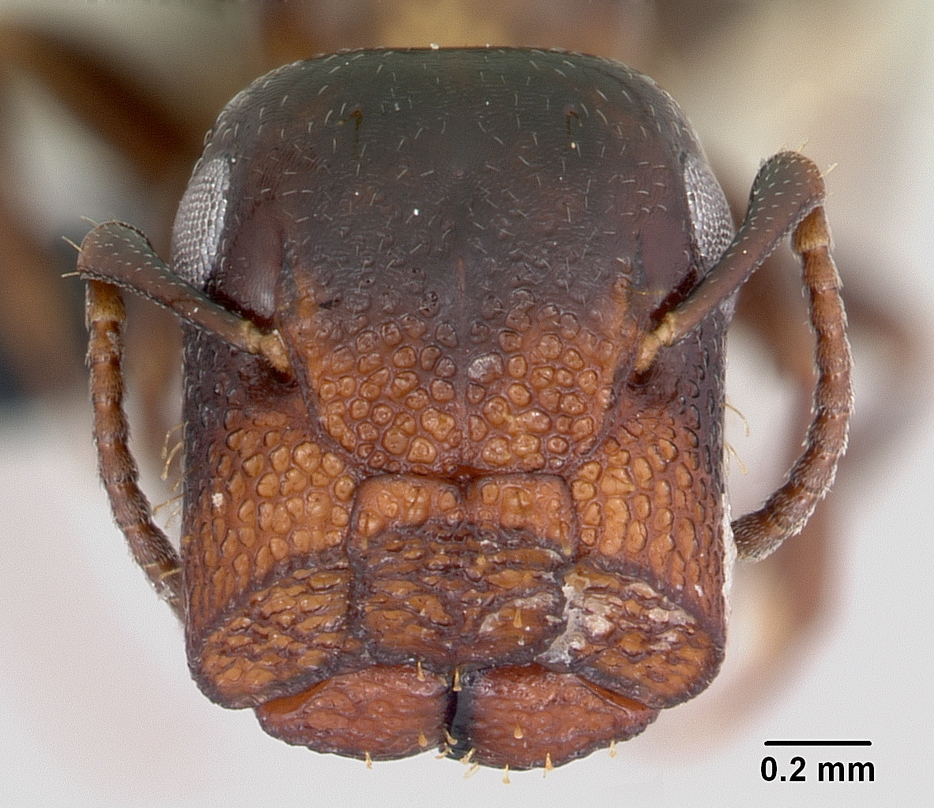
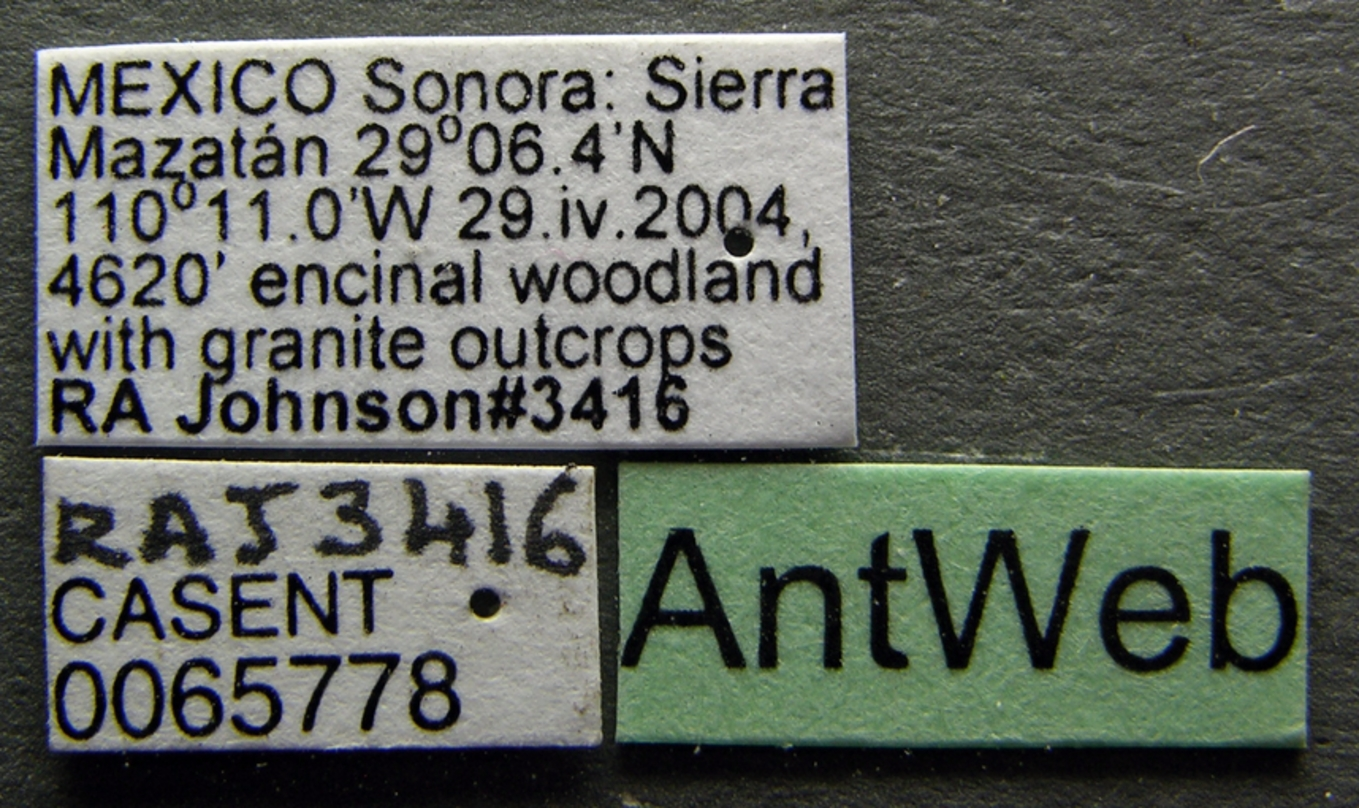
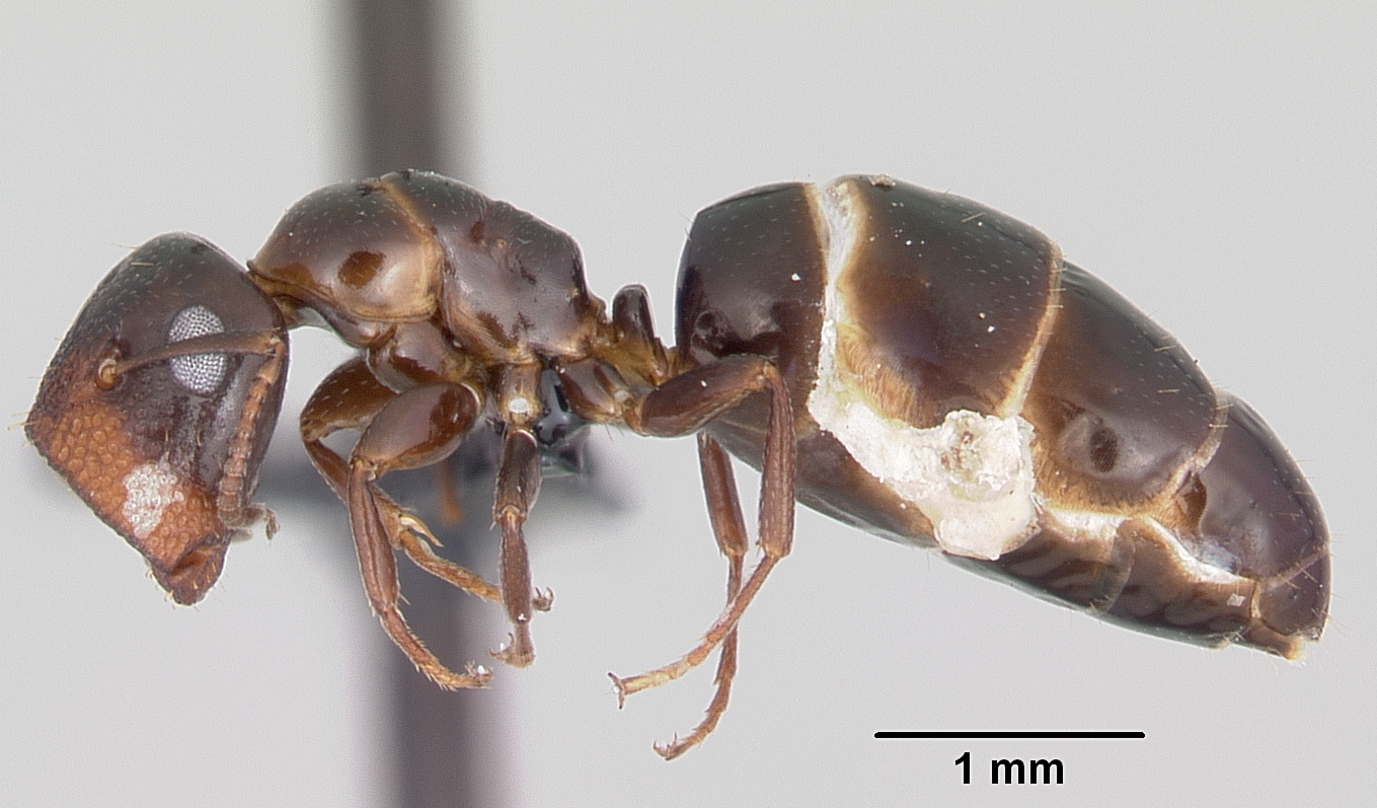
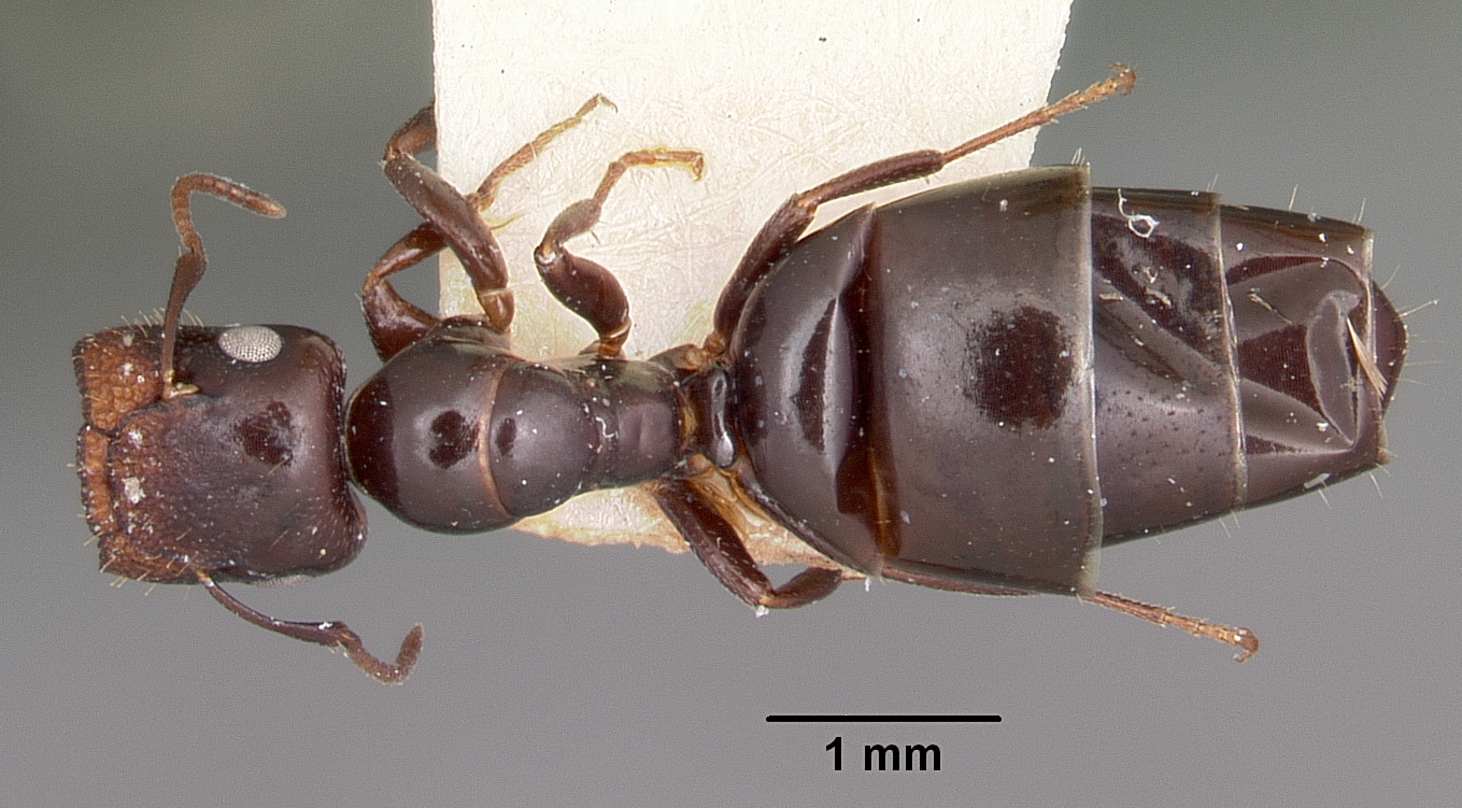
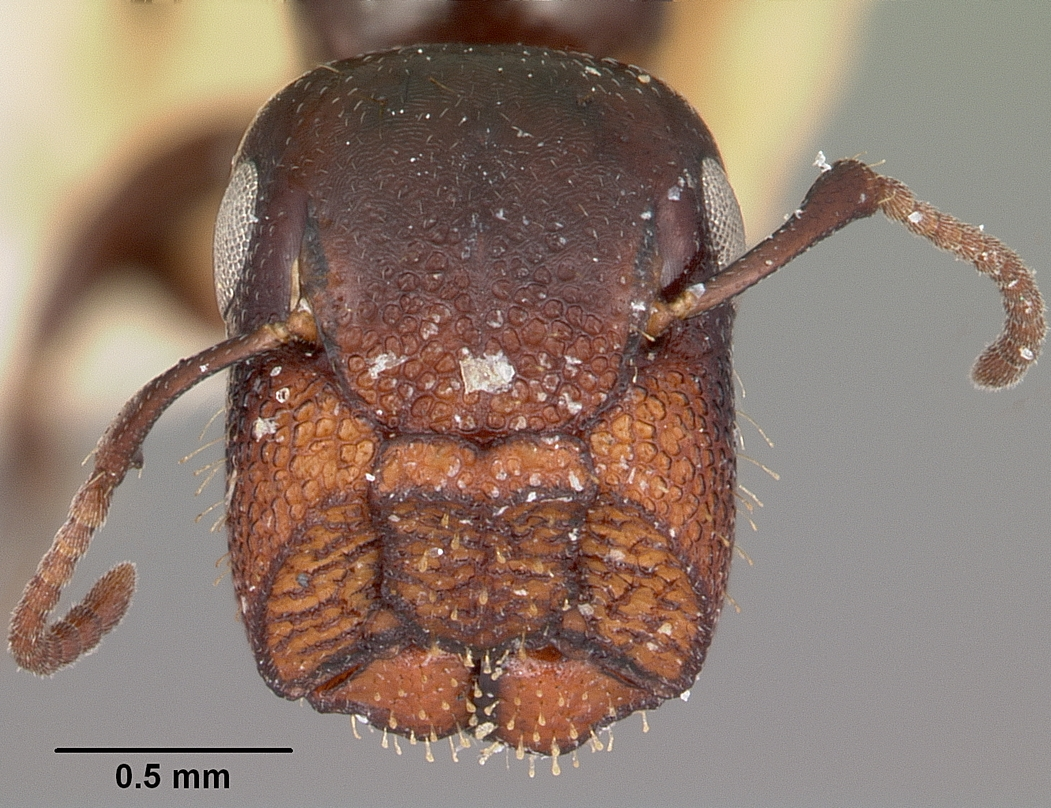